# Рыбари и виноградари
«Рыбари и виноградари» — роман-дилогия  Михаила Харита в жанре магического реализма.
Первая книга «Рыбари и виноградари. Королева принимает по субботам» опубликована издательством Рипол-классик в 2016 году.
Первое издание - 2016 г.
Второе издание - 2017 г.
Аудиоверсия в исполнении заслуженного артиста Российской Федерации Сергея Чонишвили вышла
в 2017 году .
Вторая книга романа «Рыбари и виноградари. В начале перемен» выпущена издательством Рипол-классик в 2021 году,.
Аудиоверсия новой книги  «  Рыбари и виноградари. В начале перемен » вновь в исполнении Сергея Чонишвили вышла в 2021 году .
В 2023 году издательство АСТ выпустило двухтомник «Рыбари и виноградари» в новой авторской редакции.
В 2022 году роман «Рыбари и виноградари» вошёл в 
шорт-лист Международной литературной премии в области фантастики имени Аркадия и Бориса Стругацких («АБС-премия»).
Роман номинирован на литературную премию РосКон в 2017 году..
Роман номинирован  на литературную премию в области фантастики «Созвездие малой медведицы» в 2017 г..
Роман номинирован на литературную премию «Книга года» в 2016 г..

## Название книги
Эпиграфы к роману поясняют название книги:
- "Рыбари" - старославянское обозначение апостолов Иисуса.
- "Виноградари" - так названы в Библии те, кому Бог поручил присматривать за нашей Землей.

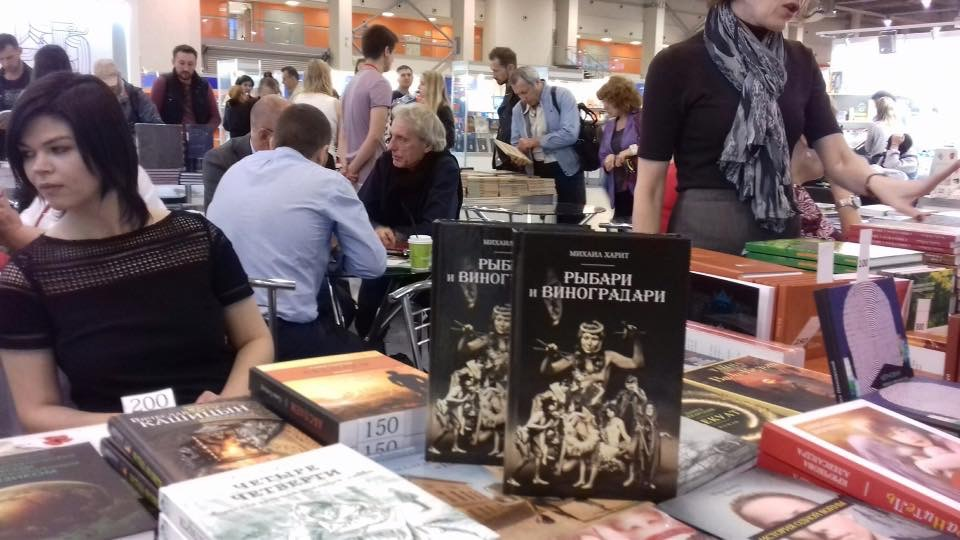
Книга М.Харита "Рыбари и виноградари" на стенде издательства Рипол-классик на международной книжной ярмарке в Москве, 2016 г.

## Структура повествования
Действие романа параллельно происходит в 2013 г.  и в далеком прошлом (истории жизни героев).
Рыбари и виноградари. Королева принимает по субботам, том первый.
В беседе с писателем и критиком Олегом Шишкиным на радио «Медиаметрикс» структура первого тома романа была представлена, как четыре книги, написанные от лица разных людей ,
- Книга Максима ( уровень бытового сознания).
- Книга Ольги ( уровень магической реальности).
- Книга Вадима (уровень религиозного сознания).
- Книга Софии ( уровень взгляда на наш мир из потусторонней реальности).

Каждая из четырех частей описывает события от имени соответствующего персонажа. В каждой части меняется стиль повествования, язык и взгляд на окружающую реальность. Сначала события развиваются в мире спецслужб («Книга Максима»), потом читатель попадает в разум юной злой колдуньи с её путаными понятиями добра, зла и эротическими фантазиями(«Книга Ольги»). Далее события идут от лица монаха и наемного убийцы («Книга Вадима»). И, наконец, читатель оказывается в разуме девушки, больной шизофренией («Книга Софии»).
В начале романа имеется пролог, представленный тремя новеллами-эпизодами, рассказывающими о том, что хрупкая людская жизнь висит на ниточках, которые в любой момент могут порвать невидимые Высшие силы.
Рыбари и виноградари. В начале перемен, том второй.
Во втором томе романа действие также разбито на четыре части, последовательно спускающиеся с мистического уровня реальности до обычного:
- Книга  Анри ( взгляд на наш мир из потусторонней реальности)
- Книга Ольги ( уровень магической реальности).
- Книга Андрея (уровень бытового сознания).
- Книга «Начала перемен» и книга «Адама»( все уровни сверху вниз до внутриутробного сознания младенца)

В каждой из книг повествование происходит от лица соответствующего героя.
В книге Анри рассказывается о сложном переплетении противоборствующих космических сил. 
В книге Ольги читатель попадает в разум повзрослевшей колдуньи, осознавшей множество проблем жизни в человеческом теле.
Потом повествование идёт от лица простого земного человека, скульптора Андрея.  Но именно ему, далёкому от всяческих космических интриг, достаётся весьма не завидная роль «агнца на закланье».
И завершает цикл Книга Начала Перемен и Книга Адама, которая погружает нас в ощущения младенца в материнской утробе.
Во втором томе романа герои находят противоядие от Апокалипсиса, но оно может оказаться страшнее самого конца света. Однако процесс запущен. И на планете начинаются перемены .

## Язык романа
Большинство рецензентов отмечают высокий уровень литературного языка романа-дилогии и богатый словарный запас. 
Исходя из лингвистического анализа словарный запас, используемый в тексте, составляет около 40 000 слов, использовано более 35 000 уникальных слов, что почти в два раза больше обычных литературных романов,.

## Сюжет
Все события в книге рассматриваются исходя из гипотезы, что давно предсказанный библейский Апокалипсис уже начался именно в наши дни. Никто из простых людей этого не заметил, поскольку человечество слишком привыкло к войнам, переселениям народов, гладам и морам, изменению климата, природным и техногенным катастрофам.
В романе описана некая межправительственная организация, которая считает себя ответственной за состояние цивилизации в целом. И именно там пришли к выводу, что разнообразные и как будто несвязанные между собой процессы (эпидемии, катастрофы, космические катаклизмы, войны, переселения народов и т.д.) имеют общий источник. Такой всеобщей причиной, по мнению руководителей, является Господь Бог. И четырём героям поручают остановить лавинообразный процесс неприятностей, обрушивающихся на Землю.
Это не привычный роман о спасении мира. Чтобы спасти Землю, героям надо победить Самого Всемогущего Бога.
Перед героями постоянно стоит выбор между добром и злом. При этом понятия «добра» и «зла» в книге всёе время меняются местами. В результате у героев идёт конфликтное перерождение характеров, причём у всех по-разному.
Герои попадают в необычные ситуации в Шотландии (Лох-Несс), Египте (Каир), Израиле (Мёртвое море, раскопки Садома и Гоморры, Сен-Жан д’Акр, Иерусалим), Франции (монастырь Тэзе, Агд, Фонтен-де-Воклюз, Эг-Морт, Сент-Мари-де-ла-Мер, Рен-ле-Шато, ущелье Горж-дю-Тарн),  Италии (Гаэта, «Расколотая гора» - Montagna Spaccata, Сперлонга, остров Понца, Ватикан), Греции (остров Спиналонга, остров Тира, вулкан Санторин), Испании (Замок Пуболь), на Ямайке и Сейшельских островах и др. Рассказывается об особом отделе КГБ СССР, о мистических исследованиях, проводимых с первых дней Советской власти, о необычных археологических исследованиях, ведущихся в наши дни. Кроме того, герои попадают в многочисленные потусторонние миры, которые оказываются весьма необычны .
Главный редактор «Литературной газеты» Максим Замшев отмечает, что в сюжете романа «незаметно автор подводит нас к ощущению, что все «случайные» события повседневности ничуть не случайны, — и мы вдруг начинаем видеть сложные взаимосвязи человеческих поступков. Каждое действие соединено невидимыми нитями с мыслями и делами миллионов знакомых и незнакомых людей, а может быть, и с явлениями планетарными и космическими. Любое происшествие в жизни героев воспринимается как остросюжетный детектив, приводящий к неожиданной развязке».

## Профессиональная литературная критика
```
Мне просто доставляет удовольствие купаться в интеллектуальной игре романа «Рыбари и Виноградари». Игре захватывающий, разноплановый, ироничный и, по-своему, безжалостной 
[
23
]
[
24
]
 - 
К.А.Кедров
, литературный критик, философ, доктор философских наук, профессор 
Литературного института имени А.М. Горького
.
```

```
В романе-дилогии «Рыбари и виноградари» Михаил Харит предлагает собственную онтологию - подробно разработанную версию устройства мира в целом и собственную же мифологию 
[
25
]
 - 
О.А.Балла
, литературный критик, редактор отдела философии и культурологии журнала «
Знание — сила
», редактор отдела критики и библиографии журнала 
«Знамя»
.
```

```
В чем своеобразие этого романа? В отличие от апокалиптики и постапокалиптики от 
Джона Кристофера
 до 
Дмитрия Глуховского
 и Георгия Зотова, Михаил Харит не опускается до приемов дешевой беллетристики и комиксов для подростков. У него все куда серьезнее. Сведущий в теологии, он детально знает, о чем пишет. Более того, чувствуется: все необычные места планеты, о которых тут идет речь, автор посещал сам, а в большинстве невероятных событий, пожалуй, и участвовал 
[
22
]
 - 
М.А.Замшев
, главный редактор 
Литературной газеты
, поэт, прозаик, публицист, критик, переводчик.
```

```
В этом красочном многослойном повествовании переплетены века и эпохи, страхи и надежды, воспоминания о прошлом и прозрения будущего 
[
26
]
 - Алекс Бертран Громов, историк, писатель, литературный критик, радиоведущий, руководитель портала «Terraart.ru», председатель жюри премии «Terra Incognita».
```

```
Просто не верится, как много всего автору удалось поместить в этот текст... Кто-то скажет: ну так объем-то какой!.. Объем действительно впечатляет... Ну так дело же не в объеме, а в том, что все, что вместило в себя это произведение, – все органично и убедительно, все без эклектики и пестроты. И в этом снова чувствуется рука ученого, рука аналитика, рука мыслителя 
[
27
]
 - 
А.В.Щербак-Жуков
, литературный критик, писатель.
```

```
На удивление приятная книга. Точнее, временами она даже очень неприятна, ибо подталкивает читателя к довольно невесёлым выводам о нашей жизни и судьбе человеческой цивилизации в целом. Но написан роман увлекательно и понравится тем, кто ждёт от фантастики не простых «приключений тела. - Б. Невский (критик журнала 
Мир фантастики
).
```

```
Очень качественная, мистическая, фантастическая, а порой страшненькая проза... Тут есть всё: приключения, мистика, философия и даже юмор - 
Долецкая, Алёна Станиславовна
, член жюри национальной премии 
Большая книга
[
28
]
```

## Персонажи
- Максим - около 50 лет, когда-то работал в особом отделе КГБ. Обладает неестественным везением. Живёт в России.

В начале романа он — маленький мальчик, мечтающий о романтике и карьере Джеймса Бонда. Его дед — академик, курирующий паранормальные исследования в СССР, "чародей на службе у Сталина", пытается воспитать из внука собственное подобие. Для этого подвергает мальчика воздействию газа, стимулирующего мозг. Но эффект получается не тот, который ожидался.
- Ольга (30 лет) - экстрасенс. Живет на неназванном острове где-то на Сейшелах.

В начале романа она - умная и честная девочка, ищущая правду даже в сказках. Потом тяжелая болезнь и неудачная любовь приводят ее к отрицанию любви и Бога. Жизненные коллизии и неожиданно приобретенные способности уводят ее все дальше на путь циничной и злой колдуньи. Но случайная встреча со смешным и обаятельным скульптором Андреем вновь изменяет ее отношение к миру.
- Вадим (35 лет) - был монахом, потом стал наемным убийцей. Живет во Франции.

В начале романа Вадим - сын российского православного священника, злодейски убитого на заре «перестройки». Он рано потерял маму и всю жизнь мечтает о встрече с ней, преобразуя образ матери в образ Девы Марии. Но злые перипетии жизни убеждают мальчика, что люди вокруг понимают только силу. Оттачивая свои паранормальные способности (в том числе способность к бесконтактному бою), он становится безжалостным убийцей.
- София (25 лет) - самый загадочный персонаж. Компьютерный гений, страдающая шизофренией и оттого видящая себя богиней, окруженной ангелами и демонами. Сотрудник МОСАД. Живет в Израиле.

Девочка с детства обитает в мире грез. Течение времени в её мирах сворачивается в спирали, поэтому события прошлого вдруг оказываются в будущем и наоборот.
- Скульптор Андрей - простой человек, вроде бы случайно попавший в компанию главных героев.
- Барон Анри Вальмонт - руководитель таинственной межправительственной организации.
- Баронесса Селин Вальмонт - его жена.
- Ангелы, демоны, пророки и прочие библейские персонажи.

## Публикации в периодических изданиях
Главы и отрывки из романа публиковались в журналах «Уральский следопыт»,«Модерн», «Вторник»,  «Литературно», «Техника — молодёжи»,,
журнал «Новый свет»(Канада) 
Сказки-притчи являются отдельными элементами романа и до издания книг публиковались в журнале «Модерн»: «Сказка о прекрасной принцессе», «Как Иван счастья искал», «Сказка о добре и зле» и др.

## О скандалах вокруг романа
Выход романа сопровождался попыткой остракизма и бойкота со стороны сайта «LiveLib.ru». Призывали не читать и даже «не брать в руки» книгу. История обсуждалась литературными критиками. Были предположения, что «осуждение» романа явилось спланированной частью рекламной кампании.

## Цитаты из романа
- «Многие люди не могут существовать без врагов. Сильных, злобных и коварных. Только их происками и кознями можно объяснить свои неудачи и слабости. Борьба с врагами, даже лишь на уровне мысленных проклятий, дает ощущение жизненной позиции, повышает самооценку. Если бы не было дьявола, жирных богатеев, просто козлов, тупого правительства, эмигрантов, масонов и евреев, пришлось бы сказать себе: "Я никчемен и слаб, труслив и не очень умен". И что делать после такого признания? С утра до ночи заниматься самообразованием и спортом? Не многие на это способны. Намного легче сказать себе: "Во всем виноваты они!" - и лечь на удобный диван перед телевизором, с вкусняшкой на тарелке. Так и выходит: чем больше врагов, тем комфортнее жизнь» [37].
- «Быть внутри выстроенной кем-то иллюзии – и есть жизнь».
- «В конце концов, именно словом Бог сотворил вселенную. Хотя почему-то никто не уточнял, что именно было произнесено: случайное восклицание, ругательство или просто неразборчивое мычание со сна».
- «Лицо красавицы требует крохотного изъяна, чтобы стать неподражаемо совершенным. Так устроен этот мир. Нам нравится лишь то, в чем есть смесь Бога и дьявола»[38].
- "Жизнь похожа на паутину. Находящемуся внутри кажется, что вокруг хаотичная путаница нитей судьбы, которые оплетают самым произвольным образом. И только со стороны видно, что эта хаотичность имеет строгий узор, созданный по замыслу того, кто притаился в углу, с интересом наблюдает за нашими движениями в липкой трясине, совершаемыми в соответствии с полной свободой выбора."
- «Почему красавицы, как правило, живут с чудовищами? Может быть в этом виноваты сказки? Любая девочка знает: что бы встретить принца, надо пожить со старым, скупым и слепым кротом, или, по крайней мере, с семью уродливыми гномами. А мальчиков сказки учат, что невесту ищут по размеру туфельки. И, повзрослев, те выбирают жен исходя из длины ног».
- «Реальность похожа на ночную тропинку в джунглях. Мы освещаем ее жалкими фонариками своих слабеньких органов чувств и думаем, что случайно подсмотренное и есть окружающий мир».
- «Люди делятся на тех кто рубит голову, кому рубят голову, и прочих, которые за этим наблюдают».